# كارول سكينر
كارول سكينر (بالإنجليزية: Carole Skinner)‏ هي ممثلة أسترالية، ولدت في 8 مايو 1944 في أستراليا.

## وصلات خارجية
- كارول سكينر على موقع IMDb (الإنجليزية)
- كارول سكينر على موقع قاعدة بيانات الفيلم (الإنجليزية)